# Revelado cromogénico
El revelado o copia cromogénica es el procedimiento fotográfico en color en el que se basan todas las películas de cámara actualmente. En este tipo de revelado la imagen se obtiene gracias a un sistema que sintetiza la imagen químicamente y a una película de triple emulsión, cada una de ellas sensible a uno de los tres colores primarios: rojo, verde y azul.

## Historia
Este procedimiento fotográfico de color se introdujo en 1935 con la aparición de la película Kodachrome de Eastman Kodak, permitiendo por primera vez realizar fotografías en color usando un carrete. Posteriormente en 1939 aparecieron los primeros negativos denominados Agfacolor. En el caso de los negativos obtenidos por revelado cromogénico, la imagen negativa se forma a partir de los colorantes orgánicos que contienen los materiales de la cámara.
El carrete analógico de color Kodachrome basado en un proceso sustractivo de color fue fabricado hasta el año 2009 y su aparición se debe a la labor de Leopold Mannes y Leopold Godowsky, dos científicos universitarios que desarrollaron un negativo con tres capas sensibles a los tres colores primarios (rojo, verde y azul). De esta manera los tonos se unían en una única imagen modificando el monocromo por una imagen de color. No obstante cabe recordar que ya habían tenido lugar con anterioridad otros experimentos vinculados a la fotografía en color, como es el caso de Jame Clerk Maxwell, a quien se le atribuye la primera fotografía en color. Para ello, el físico y matemático escocés unió tres fotografías mediante la tricromía, cada una de ellas con un filtro basado en los colores primarios. De hecho en 1904 los hermanos Lumière ya llevaron a cabo el primer procedimiento fotográfico en color comercial con la placa transparente autocromática a la que llamaron placa autocroma. Este proceso rudimentario se basaba en el sistema aditivo de formación del color y consistía en una placa fotosensible con granos de fécula de patata que eran teñidos de diferentes colores para que estos funcionaran como filtros en fotografías en blanco y negro.

## Éxito
Este procedimiento fotográfico tuvo mucho éxito debido a la calidad con la que representaba los tonos y colores. Muchos fotógrafos reconocidos han empleado el carrete Kodachrome en sus trabajos, como por ejemplo Steve McCurry en su famoso retrato a la Sharbat Gula, la niña afgana, portada de National Geographic en 1984, o William Eggleston en su fotografía “The Red Ceiling”.

## Procedimiento
El proceso de revelado cromogénico consiste en sintetizar químicamente los colores que forman la imagen a revelar. Concretamente la imagen se forma con la reacción de los copulantes de color en base a la reacción de las sales de plata. Durante el revelado una imagen de tintes con los tres colores primarios se forma en las capas de emulsión paralelas a la imagen de plata. Los tintes, insolubles en agua y resistentes a la difusión, permanecen en los puntos de la emulsión en los que se encuentra la imagen de plata. Posteriormente, la plata se blanquea y se disuelve para salir de las capas de la emulsión y, finalmente, dar lugar a una imagen pura formada por tintes.
La formación del color se da con la reacción de los colorantes, que crean la imagen final, ya que los haluros de plata son eliminados durante el procesado. A pesar de la diferente estabilidad de las fotografías en función de los papeles y de los colorantes empleados, la estructura química de las imágenes obtenidas mediante este proceso es muy similar en todos los casos.